# Coevorden
Coevorden (anhörenⓘ) ist eine Stadt und eine Gemeinde an der deutsch-niederländischen Grenze in der niederländischen Provinz Drenthe.

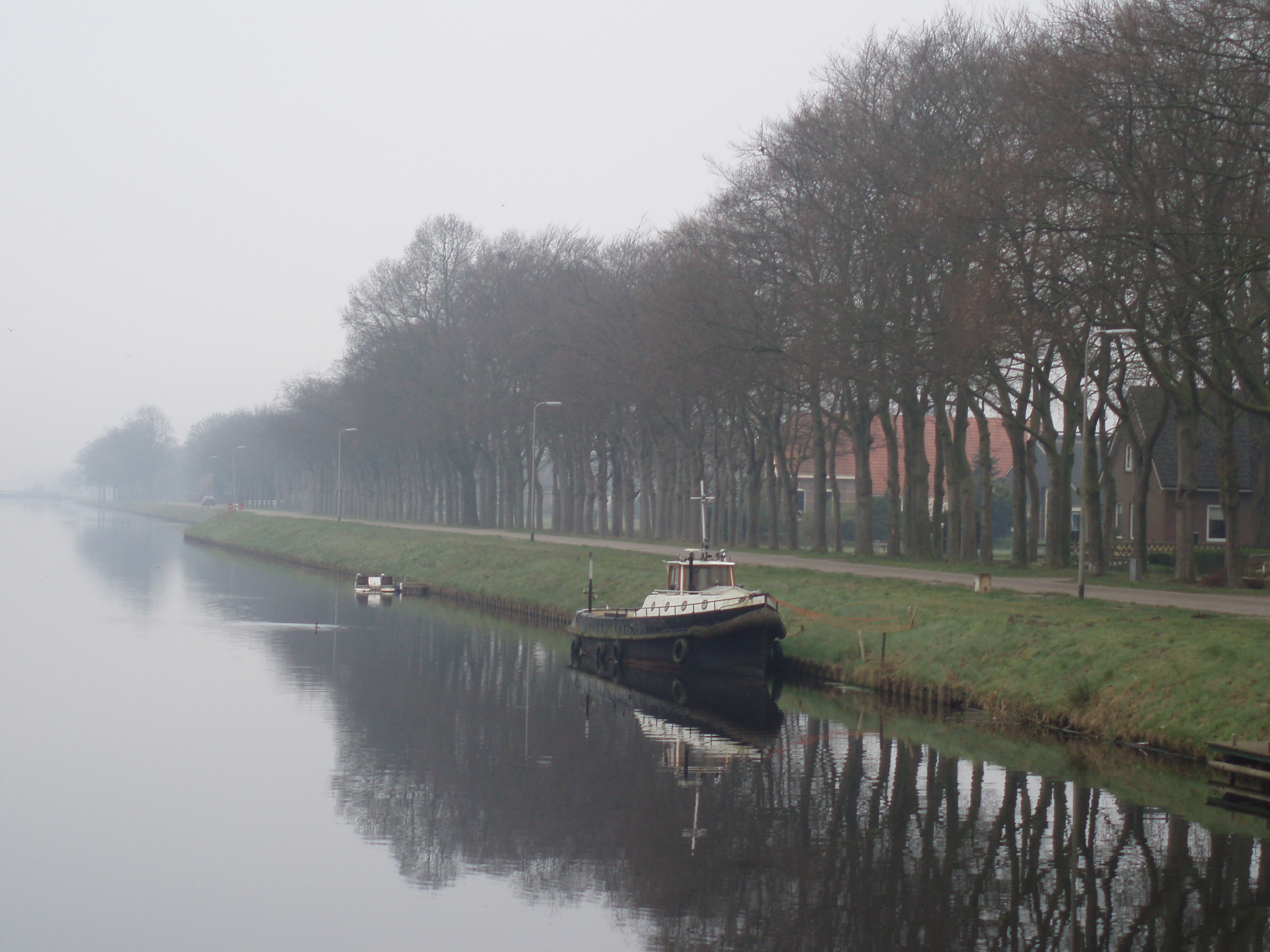
Stieltjeskanaal

## Geographie
Die Stadt Coevorden liegt im Südosten der Provinz und grenzt an Emlichheim und Laar in der Grafschaft Bentheim (Niedersachsen). Weitere Nachbargemeinden sind Hardenberg (Provinz Overijssel), Emmen und Hoogeveen. Das ebenfalls zur Gemeinde gehörende Schoonoord liegt aber 20 km nördlicher, zwischen Emmen und Westerbork.

## Gemeindegliederung
Die Gemeinde besteht aus der gleichnamigen Stadt, wo die Gemeindeverwaltung ihren Sitz hat, und weiteren 37 offiziellen Ortschaften (Dörfer und Bauerschaften).
Ortschaften nach Einwohnerzahlen (Stand: 1. Januar 2024):
| Coevorden      | 14.590 |
| Dalen          | 03.625 |
| Sleen          | 02.270 |
| Schoonoord     | 02.080 |
| Oosterhesselen | 01.895 |
| Aalden         | 01.575 |
| Geesbrug       | 01.325 |
| Steenwijksmoer | 01.915 |
| Dalerpeel      | 01.820 |

| Erm         | 745 |
| Zweeloo     | 675 |
| Gees        | 670 |
| Noord-Sleen | 605 |
| Meppen      | 405 |
| Zwinderen   | 395 |
| Wachtum     | 375 |
| De Kiel     | 370 |
| Dalerveen   | 355 |

| Stieltjeskanaal | 235 |
| ’t Haantje      | 240 |
| Holsloot        | 225 |
| Wezuperbrug     | 205 |
| Wezup           | 195 |
| Nieuwe Krim     | 190 |
| Benneveld       | 175 |
| Achterste Erm   | 090 |
| Diphoorn        | 060 |

Weitere Ortschaften mit weniger Einwohnern: Ballast, De Haar, De Mars, Den Hool, Kibbelveen, Klooster, Nieuwlande, Padhuis, Pikveld, Vlieghuis, Weijerswold.

## Geschichte

### Mittelalter
Im Jahr 1148 ist erstmals die Rede von Coevorden (= Kuhfurt). Der Ort liegt strategisch auf einem Sandrücken im Süden des Bourtanger Moores. Jeder Händler, der den Landweg zwischen Friesland und Münster benutzte, musste durch Coevorden reisen.
Am 25. Juli 1227 fand bei Ane (Gemeinde Hardenberg), sieben Kilometer südwestlich von Coevorden, eine blutige Schlacht statt zwischen dem (von den Drenter und Bentheimer Bauern unterstützten) aufständischen Herrn von Coevorden und den Rittern des Utrechter Bischofs. Die Utrechter erlitten eine schmähliche Niederlage, sogar der Bischof kam dabei ums Leben.
Erst 1407 erhielt Coevorden vom Kaiser das Stadtrecht und das Recht, Jahrmärkte abzuhalten.

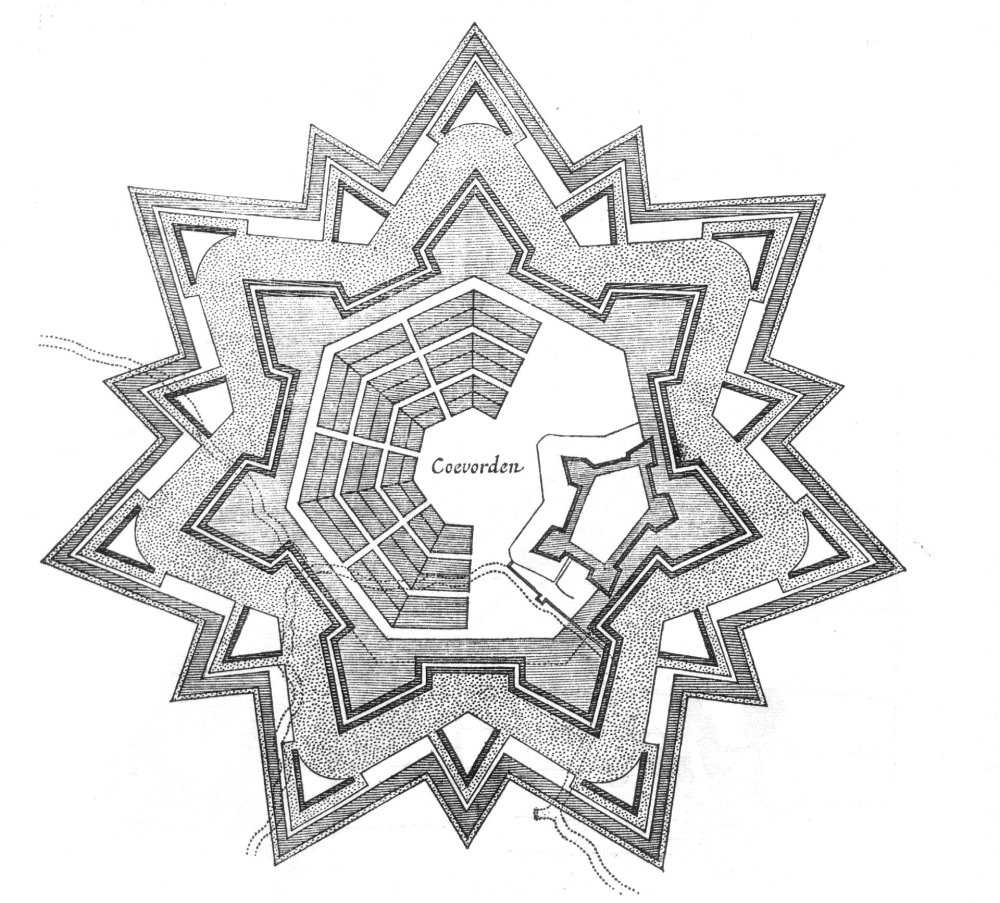
Plan von Coevorden im Jahr 1647

### Frühe Neuzeit
Die Stadt wurde 1579 durch einen Großbrand zu 33 % zerstört. Als Georg von Lalaing, Graf von Rennenberg während des Achtzigjährigen Krieges 1580 zum spanischen Lager übertrat, besetzten seine Truppen auch Coevorden. Der mit niederländischen Truppen herbeigeeilte Johan van den Corput musste erkennen, dass die Stadt nicht mehr zu erobern gewesen wäre, und verlegte sich auf die Verteidigung von Steenwijk. Coevorden blieb eine Belagerung damit immerhin zunächst erspart.
Moritz von Oranien entriss den Spaniern 1592 die Stadt (die dabei erneut, und diesmal fast ganz, niederbrannte) und ließ sie bis 1605 zu einer der stärksten niederländischen Festungen ausbauen.
Im Holländischen Krieg wurde die Festung 1672 von Münsterschen Truppen erobert. Doch noch im selben Jahr, Ende Dezember, gelang den von Carl von Rabenhaupt geführten niederländischen Truppen die Rückeroberung, als das Wasser in den Festungsgräben gefroren war und sie so zum Sturm auf die Festung ansetzen konnten. Im Folgejahr befahl Fürstbischof Christoph Bernhard von Galen von Münster seinen von Oberst Gustav Wilhelm von Wedel geführten Truppen die Wiedereroberung. Dazu wurde nach einem Plan von Peter Pictorius die Vechte südwestlich von Coevorden durch einen langen Damm aufgestaut, so dass ihr Rückstau die Stadt unter Wasser setzte. Zu diesem Großvorhaben wurden rund 1000 Bauern aus dem Westmünsterland, aus der Grafschaft Bentheim und aus dem Umland von Coevorden verpflichtet. Als der Damm Ende Juli 1673 fertig war, stieg das Wasser unaufhörlich, drang in die Häuser und unterspülte Mauern, so dass mehrere Gebäude einstürzten. Doch dann, am 1. Oktober 1673, drückte ein Sturm die Wassermassen gegen den Damm, der brach. Der Dammbruch kostete 1400 Bauern und Belagerer das Leben. Die Niederländer feierten die unerwartete Nicht-Eroberung von Coevorden in Flugschriften. In den 1680er Jahren erneuerte der berühmte Festungsbaumeister Menno van Coehoorn diese Verteidigungsanlagen.

### 19. und 20. Jahrhundert
Dann war Coevorden lange Zeit, bis auf die Franzosenzeit (1804–1813), eine ruhige Grenzstadt. Der Eisenbahnanschluss 1905 leitete eine Industrialisierung ein. Nach 1950 zogen aber viele Betriebe und Regionalbehörden ins modernere Emmen um.

## Politik

### Sitzverteilung im Gemeinderat
Der Gemeinderat wird seit 1982 folgendermaßen gebildet:
| Partei                          | Sitze | Sitze | Sitze | Sitze | Sitze  | Sitze | Sitze | Sitze | Sitze | Sitze | Sitze |
| Partei                          | 1982  | 1986  | 1990  | 1994  | 1997 a | 2002  | 2006  | 2010  | 2014  | 2018  | 2022  |
| ------------------------------- | ----- | ----- | ----- | ----- | ------ | ----- | ----- | ----- | ----- | ----- | ----- |
| Belangen Buitengebied Coevorden | –     | –     | –     | –     | –      | –     | –     | –     | 6     | 9     | 10    |
| PvdA                            | 6     | 6     | 5     | 3     | 7      | 7     | 9     | 6     | 4     | 4     | 4     |
| VVD                             | 3     | 2     | 2     | 2     | 6      | 6     | 5     | 6     | 4     | 4     | 4     |
| CDA                             | 6     | 6     | 6     | 4     | 6      | 6     | 5     | 5     | 4     | 4     | 3     |
| Progressief Accoord Coevorden   | 0     | 1     | 2     | 4     | 2      | 3     | 4     | 4     | 3     | 2     | 3     |
| Politieke Partij Coevorden      | –     | –     | –     | –     | –      | –     | –     | –     | –     | –     | 1     |
| Gemeentebelangen                | –     | –     | –     | –     | 2      | 3     | 2     | 2     | 2     | 1     | –     |
| D66                             | –     | –     | –     | 2     | 0      | 0     | –     | 2     | 2     | 1     | –     |
| Samen Sterk Gemeente Coevorden  | –     | –     | –     | –     | –      | –     | 0     | –     | –     | –     | –     |
| ChristenUnie                    | –     | –     | –     | –     | –      | 0     | –     | –     | –     | –     | –     |
| RPF                             | –     | –     | –     | –     | 0      | –     | –     | –     | –     | –     | –     |
| GPV                             | –     | –     | –     | –     | 0      | –     | –     | –     | –     | –     | –     |
| Lijst Somer                     | 0     | –     | –     | –     | –      | –     | –     | –     | –     | –     | –     |
| Gesamt                          | 15    | 15    | 15    | 15    | 23     | 25    | 25    | 25    | 25    | 25    | 25    |

Anmerkungen

### Bürgermeister und Beigeordnete
Die Parteien Belangen Buitengebied Coevorden, CDA und PvdA bilden in der Legislaturperiode 2018–2022 die Koalition und stellen somit die Beigeordneten bereit. Folgende Personen gehören zum Kollegium:
| Funktion           | Name              | Partei                          | Anmerkung                                 |
| ------------------ | ----------------- | ------------------------------- | ----------------------------------------- |
| Bürgermeister      | Renze Bergsma     | CDA                             | seit dem 1. Oktober 2021 im Amt           |
| Beigeordnete       | Jan Zwiers        | Belangen Buitengebied Coevorden | erster Stellvertreter des Bürgermeisters  |
| Beigeordnete       | Jeroen Huizing    | CDA                             | zweiter Stellvertreter des Bürgermeisters |
| Beigeordnete       | Joop Brink        | PvdA                            | dritter Stellvertreter des Bürgermeisters |
| Gemeindesekretärin | Beatrijs de Vries | —                               | seit Januar 2017 im Amt                   |

### Partnerschaften
Coevorden unterhält Städtepartnerschaften mit 
- Nordhorn, Deutschland (seit 1963)
- Tschuhujiw, Ukraine (seit 2025), trilateral mit Nordhorn[9]

Außerdem bestehen freundschaftliche Kontakte zu 
- Emlichheim, Deutschland
- Kutno, Polen seit 2004
- Brest, Belarus, seit 2000,
- Vancouver, Kanada
- Stadtbezirk Ninghé, Volksrepublik China[10]

Die Ortschaft Sleen pflegt Kontakte zu 
- Wohltorf, Deutschland[11]

## Verkehr

### Eisenbahn
Die Stadt liegt an der Bahnstrecke Zwolle–Stadskanaal, die halbstündlich im Personennahverkehr bis Emmen bedient wird. Seit 1910 hat die Stadt durch die Bentheimer Kreisbahn, jetzt Bentheimer Eisenbahn AG, Anschluss an das deutsche Schienennetz und den Ort Laar (Grenzbahnhof) jenseits der Grenze. Von dort führt die Bahnstrecke Gronau–Coevorden weiter in Richtung Nordhorn und Bad Bentheim und bis 1981 auch weiter nach Gronau. Auf der Strecke der Bentheimer Eisenbahn AG wurde zwischen 1974 und 2019 nur Güterverkehr durchgeführt, der aber weiterhin sehr umfangreich ist. Seit Juli 2019 gibt es wieder Personenverkehr auf der Teilstrecke zwischen Bad Bentheim und Neuenhaus; eine Weiterführung bis Coevorden ist ab Dezember 2026 geplant. Die Bentheimer Eisenbahn AG betreibt auf niederländischer Seite umfangreichen Güterverkehr mit eigenen Gleisanlagen und Anschluss an das Streckennetz der Nederlandse Spoorwegen (NS). Der Ausbau des Bahnhofs Coevorden-Heege in den Jahren 2006/2007 brachte die Erweiterung der Gleisanlagen über die deutsch-niederländische Staatsgrenze, sodass es sich nunmehr um einen „internationalen“ Bahnhof handelt.

### Straße
Die N34, eine größtenteils zweistreifige Landstraße, verbindet Coevorden mit Emmen im Nordosten und Ommen (Niederlande) und Zwolle im Südwesten. Emlichheim (ca. 10 km) und Nordhorn in Deutschland sind über die B403 zu erreichen.

### Bus
In der Stadt verkehren folgende Buslinien:
- 26: Coevorden–Schoonebeek–Klazienaveen–Emmen
- 21: Emmen–Erm–Sleen–Noordsleen–Schoonoord–Assen
- 22: Zweeloo–Wezup–Westerbork–Beilen–Assen
- 27: Hoogeveen–Geesbrug–Zwinderen–Gees–Oosterhesselen–Meppen–Aalden–Zweeloo–Emmen
- 29: Coevorden–Slagharen–Dedemsvaart–Zwolle
- 33: Coevorden–Steenwijksmoer–Nieuwe Krim–Dalerpeel–Nieuwlande–Hoogeveen
- 223: Coevorden–Dalen–Wachtum–Oosterhesselen–Meppen–Aalden–Zweeloo

Seit jüngerer Zeit besteht auch eine Rufbusanbindung (Linie 11, Tarifgebiet Verkehrsgemeinschaft Grafschaft Bentheim) nach Emlichheim, wo es einen Anschluss an die Regionalbuslinie 10 in Richtung Neuenhaus gibt. In Neuenhaus besteht Übergang zur Bahnlinie RB 56 in Richtung Nordhorn und Bad Bentheim, mit weiteren Anschlussmöglichkeiten ab dem dortigen Bahnhof in Richtung Rheine und Osnabrück. Ein grenzüberschreitendes Zugangebot bis Coevorden wird geprüft. Seit dem 9. Dezember 2018 gilt das Niedersachsenticket auch in den Bussen der VGB.

### Schiff
Coevorden ist für 800-t-Schiffe über den Coevorden-Almelo-Kanal erreichbar. Der Hafen liegt am Rande des grenzüberschreitenden Gewerbegebietes Europark Coevorden-Emlichheim. Schiffe wie ein Kempenaar können in 18 Stunden von Rotterdam oder Amsterdam nach Coevorden fahren. Die Gemeindeverwaltung Coevordens tritt dafür ein, dass der Kanal für größere Schiffe befahrbar gemacht wird. Die Provinz Overijssel ist Eignerin des Kanals.

## Wirtschaft

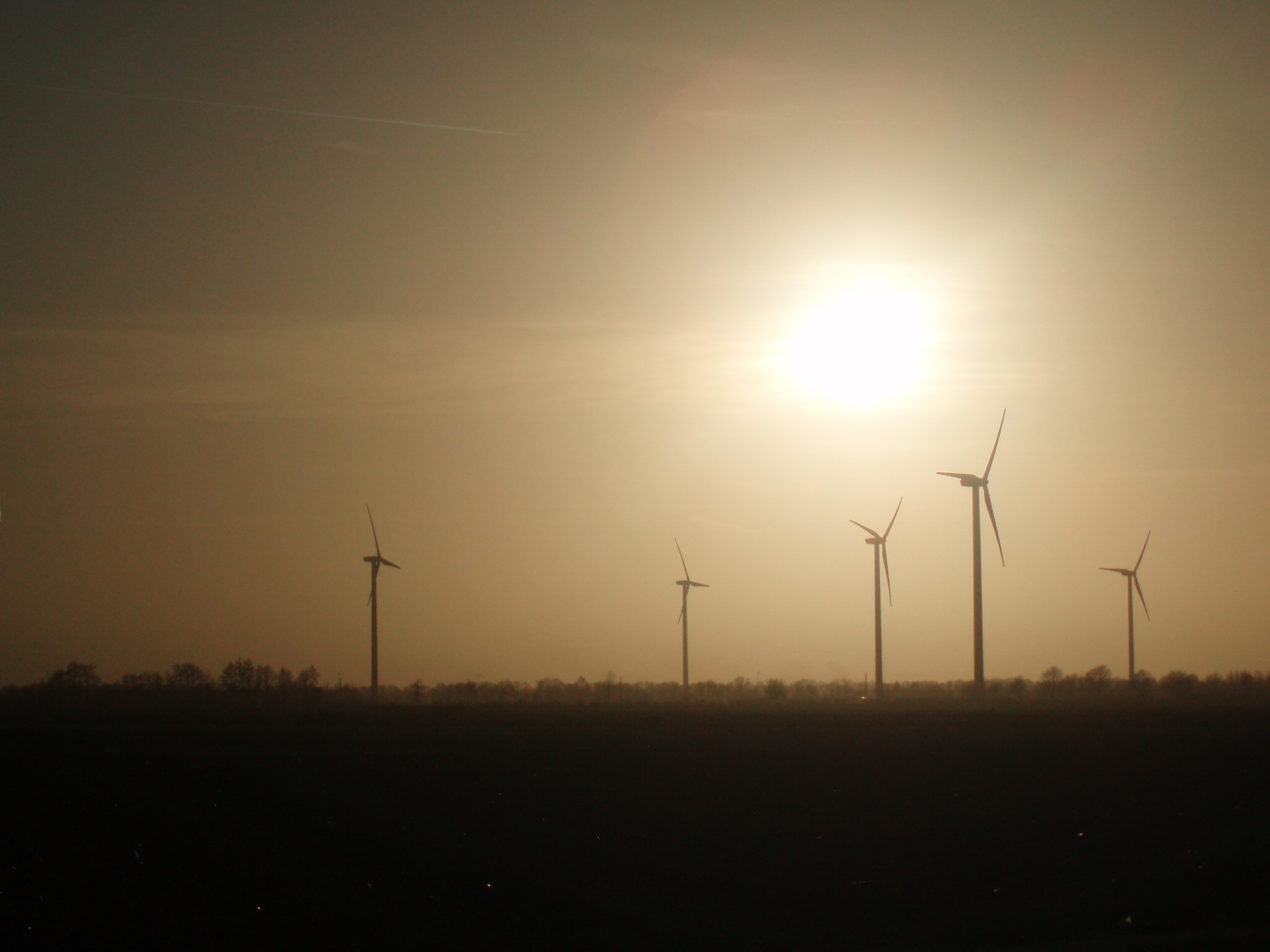
Windräder in Coevorden

Coevorden ist eine Industrie- und Handelsstadt und hat u. a. Fabriken, in denen Tierfutter, Karton und Baumaterial hergestellt wird. Die NATO richtete 1984 in der Stadt ein Depot ein, in dem militärische Vorräte verteilt, gewartet und auf- und umgeschlagen wurden. Diese Einrichtung wurde 1999 vom niederländischen Heer (Landmacht) übernommen.
Zusammen mit der Samtgemeinde Emlichheim wird ein großes, grenzüberschreitendes Industrie- und Gewerbegebiet, der Europark, entwickelt. Es ist per Bahn, Binnenschiff und Lkw erreichbar und wurde zuletzt Ende 2007 erweitert.
Vor allem im nördlichen Bereich der Gemeinde ist auch der Tourismus von Bedeutung. Schließlich dient ein großer Teil des Gemeindegebiets von Coevorden der Landwirtschaft.

## Sehenswürdigkeiten
- Der seit etwa 1490 jährlich Mitte November stattfindende Gänsemarkt ist heute ein Volksfest, auf dem u. a. eine „Miss Gänsehüterin“ gekürt wird. Früher wurden Gänse für den Weihnachtstisch gehandelt und vor Ort geschlachtet.

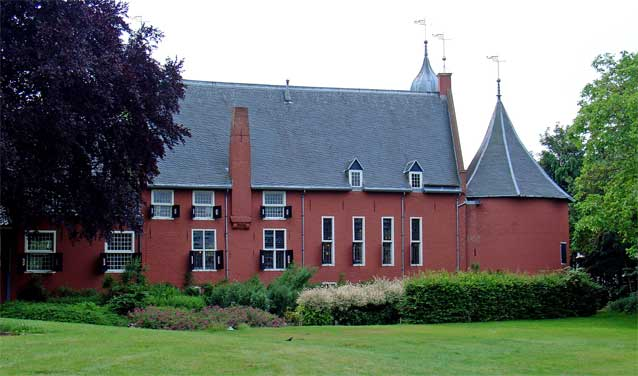
Schloss Coevorden

- Das 1972 völlig restaurierte Schloss Coevorden. Eine Kopie des Schlosses findet sich im kanadischen Vancouver, dessen Name sich von einem Herrn Van Coevorden ableitet.
- Das Freilichtmuseum Ellert en Brammert in Schoonoord. Es ist nach zwei sagenhaften Räubern, den Riesen Ellert und Brammert, benannt worden. Das Museum gibt Einblick in das Leben in Drenthe im 18. und 19. Jahrhundert.
- Das Heimatmuseum von Coevorden, nahe dem Schloss im ehemaligen Arsenal.
- Die malerischen Bauerndörfer Aalden und Meppen, Gees und Oosterhesselen. In letzterem steht das Herrenhaus „De Klencke“ (nicht zu besichtigen) mit sehenswerter Parkanlage und ebensolchem Naturreservat (Wanderrouten; in Besitz der Stiftung Naturmonumente). Aalden gilt als eines der malerischsten Orte der Niederlande.
- Im Ortsteil Dalen findet man, etwas außerhalb des Zentrums und nahe der deutschen Grenze, den Ferienpark De Huttenheugte von der Marke Center Parcs.[15] Angelegt wurde der Park 1972 und zieht Gäste vorrangig aus Deutschland und den Niederlanden an.
- Im Gemeindegebiet liegen drei jungsteinzeitliche Großsteingräber: Im Ortsteil Sleen die beiden Großsteingräber bei Noord-Sleen und im Ortsteil Schoonoord das restaurierte Großsteingrab „De Papeloze Kerk“.

## Söhne und Töchter der Stadt
- Joannes Benedictus van Heutsz (1851–1924), General und Gouverneur von Atjeh
- Henk Weerink (1936–2014), Fußballschiedsrichter
- Mient Jan Faber (1940–2022), Mathematiker und Friedensaktivist
- Thijs Berman (* 1957), Politiker
- Tjako van Schie (* 1961), Pianist und Komponist
- Karsten Kroon (* 1976), Radrennfahrer
- Don Diablo (* 1980), Produzent und DJ